# Priamurye
Priamurye (tiếng Nga: Приаму́рье) là một vùng lãnh thổ ở Viễn Đông của Nga. Priamurve bao gồm các đơn vị hành chính Primorsky Krai, phần phía nam của Khabarovsk Krai, Tỉnh tự trị Do Thái, Amur Oblast.

## Lịch sử
Theo Điều ước Nerchinsk (Điều ước Ni Bố Sở) năm 1689, nhà Thanh và Sa quốc Nga lấy dãy núi Stanovoy và sông Argun (sông Ngạch Nhĩ Cổ Nạp) làm biên giới. Theo đó, Priamurye thuộc nhà Thanh. Đến giữa thế kỷ 19, theo các Điều ước Aigon (Điều ước Ái Hồn, 1858) và Công ước Bắc Kinh (1860), nhà Thanh phải nhượng vùng này cho Đế quốc Nga. Từ đó, Trung Quốc gọi Priamurye là Ngoại Mãn Châu (Trung văn: 外滿洲) để phân biệt với Nội Mãn Châu là vùng Mãn Châu mà Trung Quốc vẫn kiểm soát. Hiện nay, Trung Quốc gọi vùng này là Ngoại Đông Bắc (外東北). Năm 1900, Nga còn lấn thêm về phía Trung Quốc một vùng mà Trung Quốc gọi là 64 thôn Giang Đông, và đổi thành huyện (raion) Zazeysky, nhập vào tỉnh Amur.
Từ năm 1918 đến 1925, Priamurye bị Đế quốc Nhật Bản chiếm giữ và nhập với Nội Mãn Châu. Trong chiến tranh Thái Bình Dương, quân Nhật lại muốn chiếm giữ Priamurye làm một phần của vùng đệm với Liên Xô. Nhưng sau vài chiến dịch thất bại, quân Nhật phải từ bỏ. Cuối cuộc chiến, Hồng quân Liên Xô đã lấy Priamurye làm bàn đạp để tấn công quân Nhật ở Nội Mãn Châu.
Cuối những năm 1950, Mao Trạch Đông muốn chống lại các kết quả điều ước nói trên và muốn chống Khrushchyov, nên vấn đề Ngoại Mãn Châu và Nội Mãn Châu trở nên căng thẳng và chiến sự giữa Liên Xô và Cộng hòa Nhân dân Trung Hoa đã xảy ra trên đảo Trân Bảo (phía Liên Xô gọi là đảo Damansky) giữa sông Ussuri (Ô Tô Lý). Năm 1991, hiệp định phân chia biên giới giữa hai nước đã quyết định đảo này thuộc lãnh thổ Trung Quốc. Năm 2004, hai nước lại chia nhau đảo Bolshoy Ussuriysky (đảo Hắc Hạt Tử) và điều này có hiệu lực từ 2008.
Trong khi đó, chính quyền Trung Hoa Dân quốc ở Đài Loan, do không công nhận chính quyền Cộng hòa Nhân dân Trung Hoa ở đại lục, nên vẫn tuyên bố chủ quyền đối với vùng 64 thôn Giang Đông và toàn bộ đảo Hắc Hạt Tử.